# صابون حلب
صابون حلب یا صابون غار یا صابون سوریه (به عربی: «صابون حلبی» یا «صابون الغار») (به انگلیسی: Aleppo soap یا Syrian soap یا Ghar soap) نوعی صابونی است که از روغن زیتون یا روغن‌های گیاهی درست می‌شود.این صابون برای پوست دست و صورت وبدن بسیار مفید است این صابون در  منطقهٔ حلب در شمال سوریه و در نزدیکی دریای مدیترانه و کشور ترکیه، بیشتر تولید می شود 

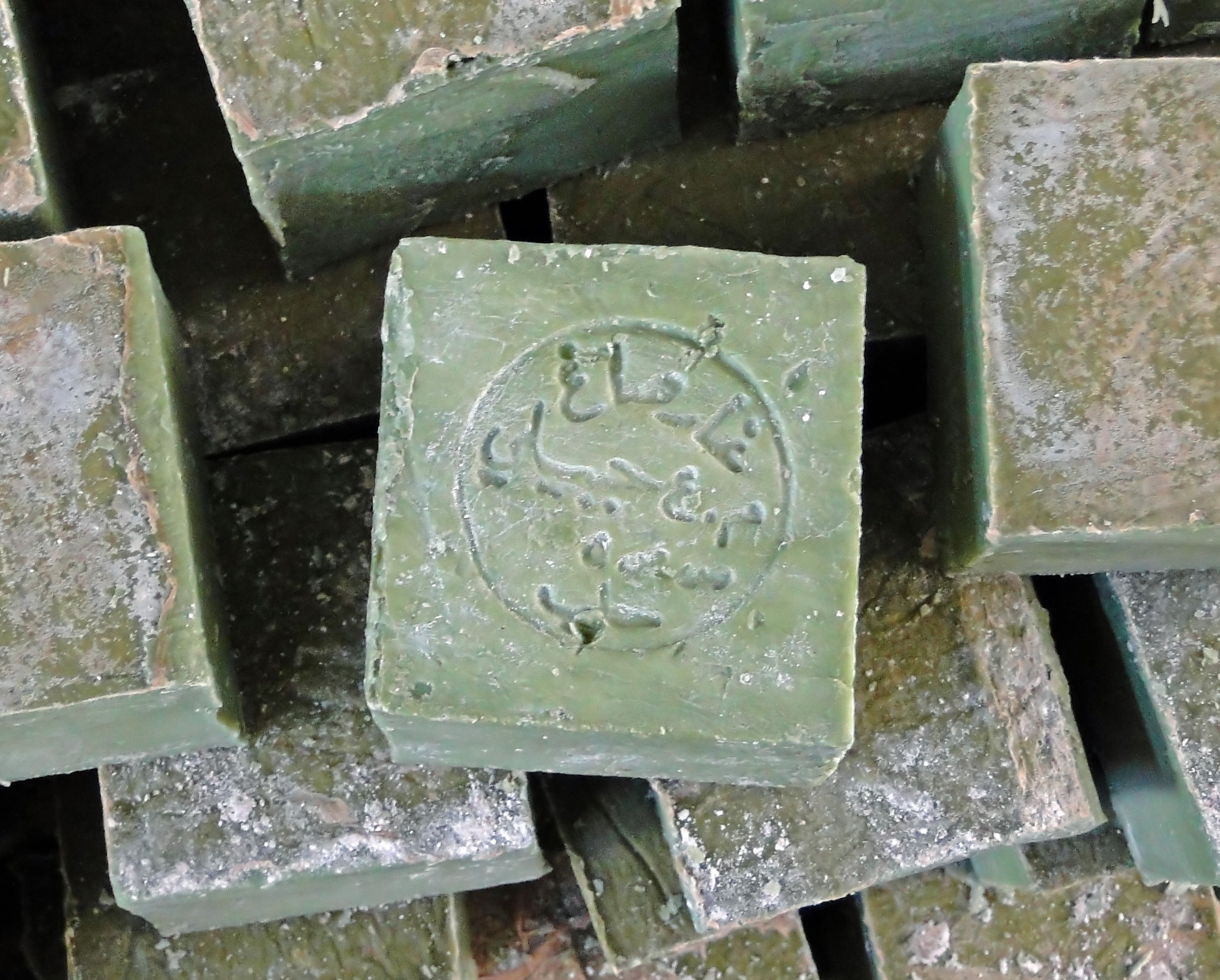
صابون حلب

## ساختار
روغن زیتون + برگ بو + کربنات سدیم

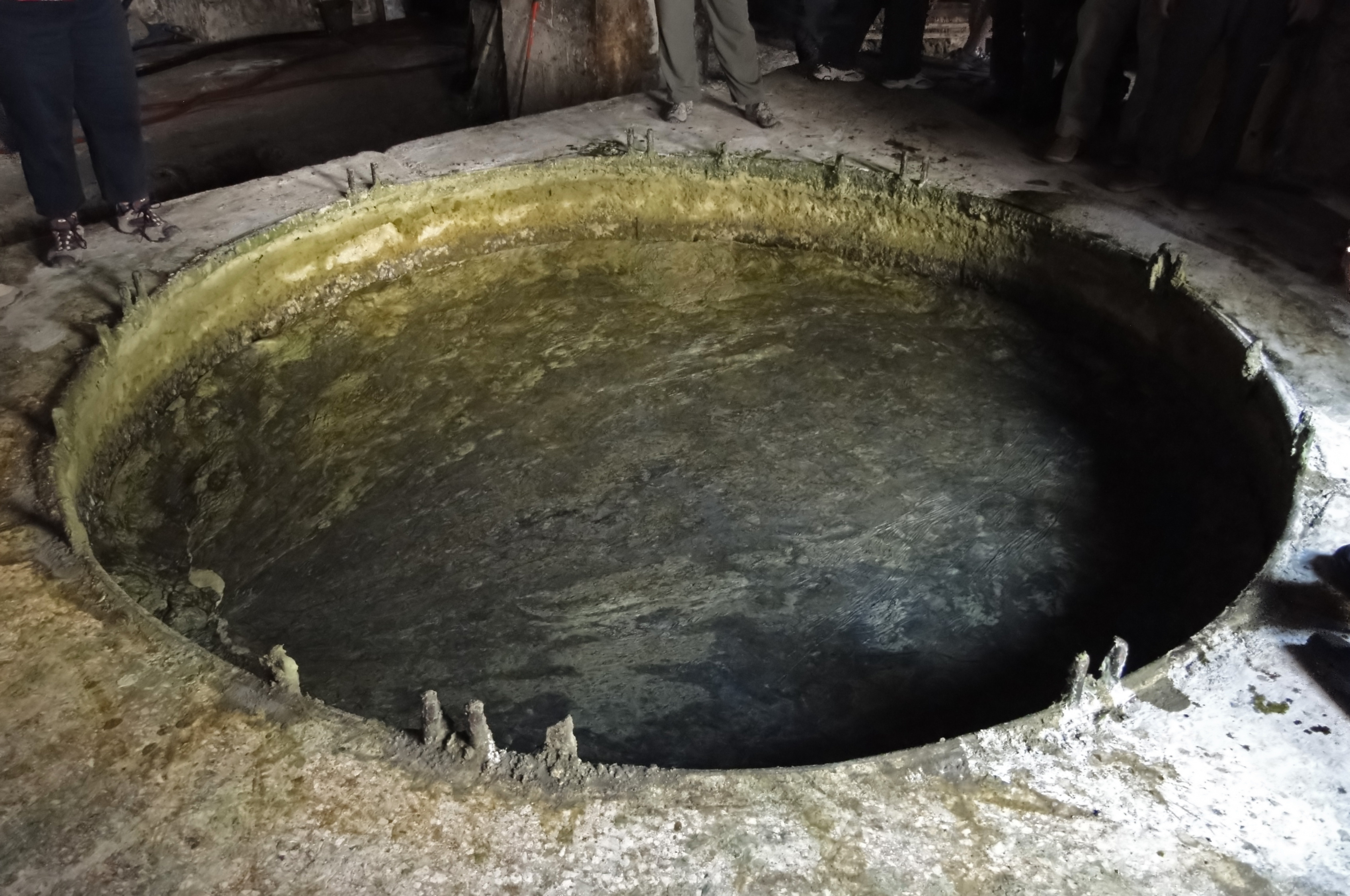
صابون در مرحلهٔ تهیه
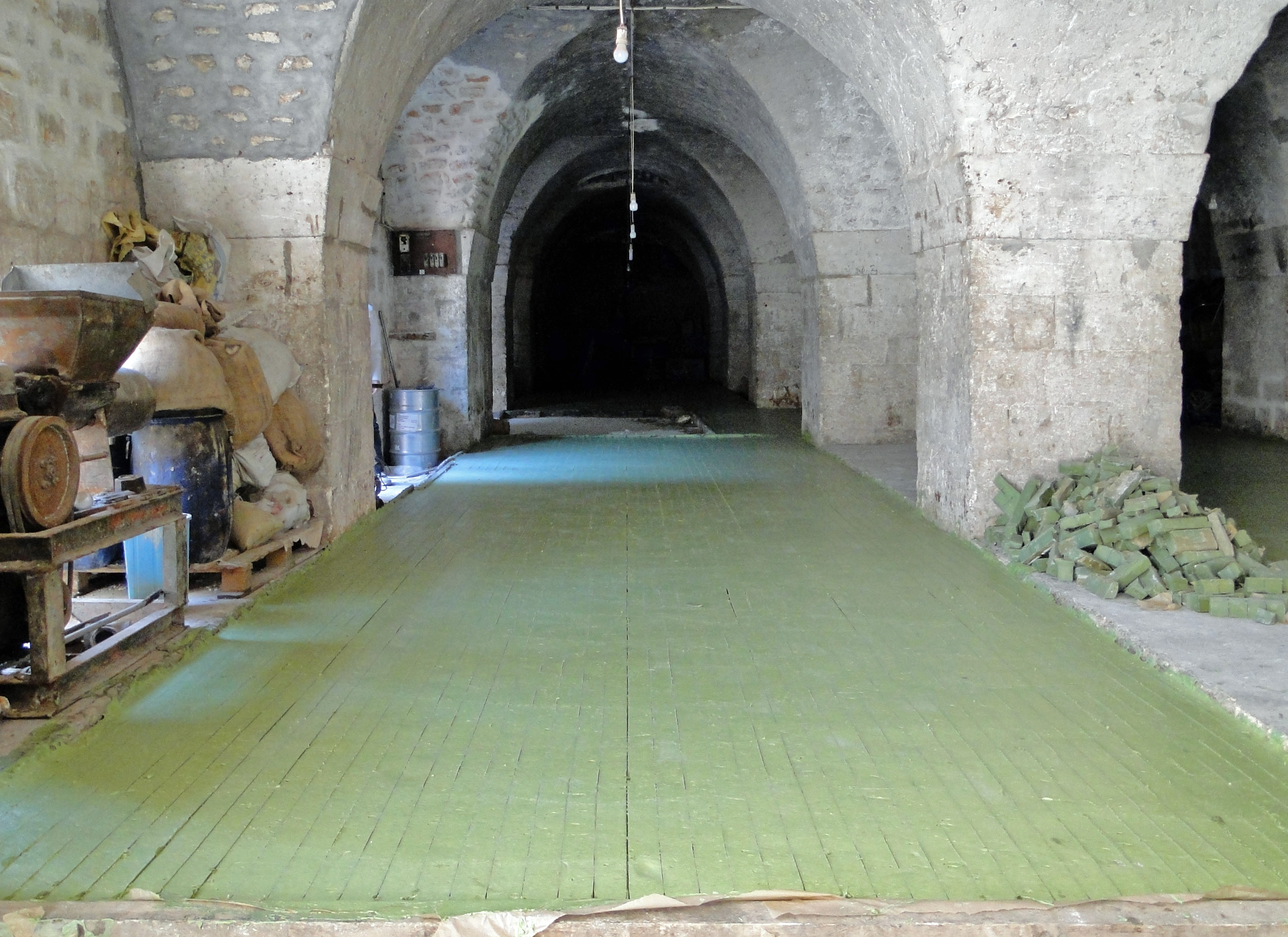
سردسازی صابون
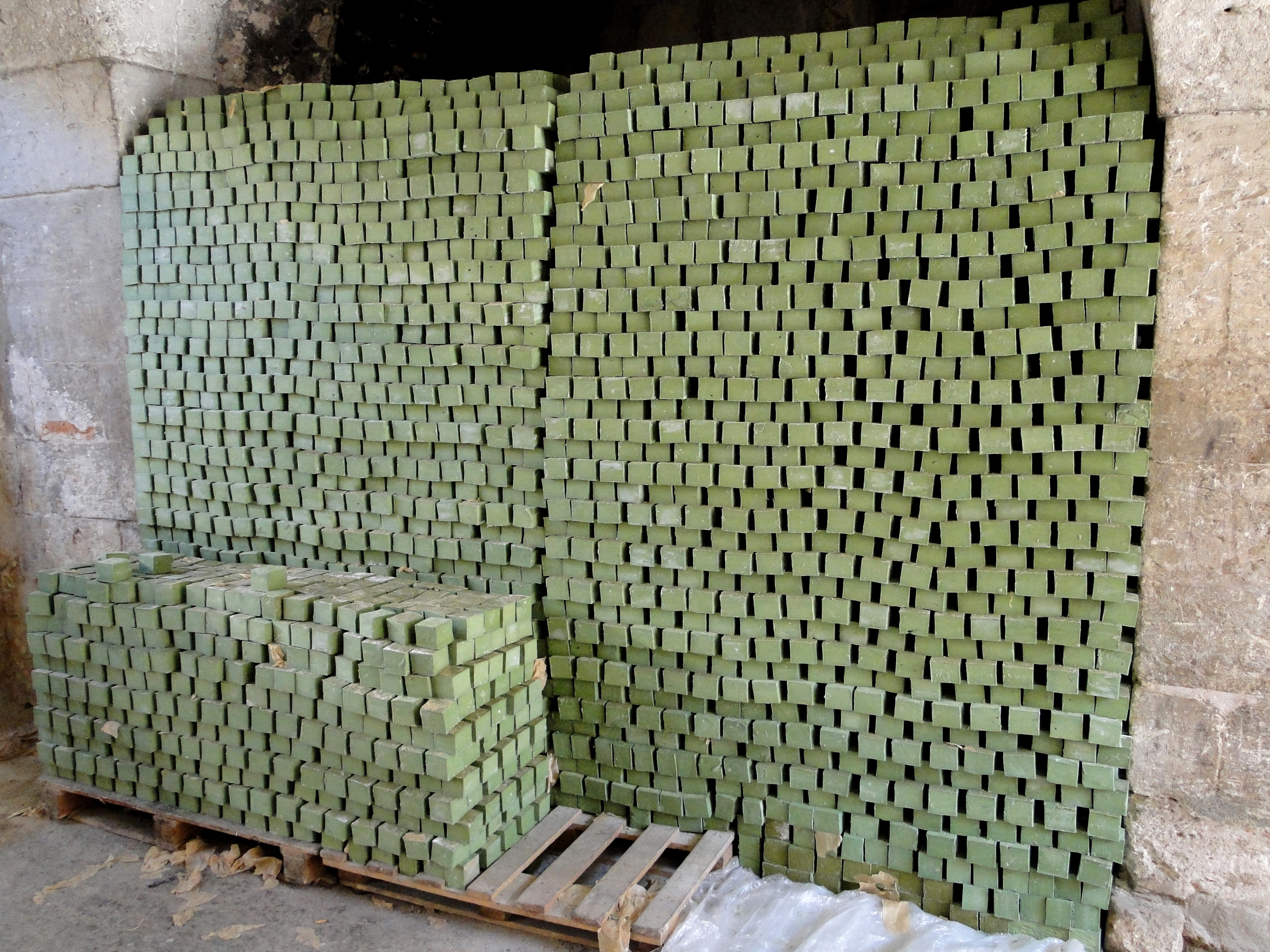
شکل نهایی

## پیشینه
پیشینهٔ صابون حلب به حدود ۲۰۰۰ تا ۳۰۰۰ سال پیش از میلاد بازمی‌گردد و شیوهٔ تولید آن تاکنون چندان تغییر نکرده‌است.